# Leo-tripletten
Leo-tripletten (också känd som M66-hopen) är en liten galaxhop på  ett avstånd av ca 35 miljoner ljusår i stjärnbilden Lejonet.
Hopen består av de tre spiralgalaxerna M65, M66 och NGC 3628.
Leo-tripletten ligger nära Messier 96-hopen och man tror att de båda hoparna kanske är delar av en betydligt större hop.

## Medlemmar
Tabellen nedan listar galaxer som konsekvent har identifierats som gruppmedlemmar i Nearby Galaxies Catalog,Lyons Groups of Galaxies (LGG) Catalog,och grupplistorna skapade från Nearby Optical Galaxy-provet av Giuricin et al.

### Medlemslista
| Namn     | Typ      | R.A. (J2000)  | Dek. (J2000) | Rödförskjutning (km/s) | Skenbar magnitud |
| -------- | -------- | ------------- | ------------ | ---------------------- | ---------------- |
| M65      | SAB(rs)a | 11t 18m 56,0s | +13° 05′ 32″ | 807 ± 3                | 9.3              |
| M66      | SAB(s)b  | 11t 20m 15,0s | +12° 59′ 30″ | 727 ± 3                | 8.9              |
| NGC 3628 | SAb pec  | 11t 20m 17,0s | +13° 35′ 23″ | 843 ± 1                | 9.5              |

Dessutom anger några av referenserna ovan att en eller två andra närliggande galaxer kan vara gruppmedlemmar. NGC 3593 identifieras ofta men inte konsekvent som en medlem av gruppen.

### Placering och utseende
M66-gruppen ligger i den östra delen av Lejonets stjärnbild, på linjen från den ljusstarka stjärnan Denebola till Regulus. Galaxerna ligger mellan stjärnorna Chertan (Theta Leonis) och Jota Leonis.
Messier 66, den största och ljusstarkaste medlemmen av Leotripletten, är ungefär 95 ljusår i diameter. Den har en skenbar storlek på 9,1 gånger 4,2 bågminuter och en skenbar magnitud på 8,9.
Messier 65 har en skenbar magnitud på 10,25 och upptar en yta på 8,709 gånger 2,454 bågminuter på himlen. Den är en mellanliggande spiralgalax med underskott på stoft och gas och visar få tecken på stjärnbildning.
NGC 3628 är en spiralgalax med en skenbar magnitud på 10,2. Sett från kanten upptar galaxen en yta på 15 gånger 3,6 bågminuter och verkar täckt av ett brett band av stoft som sträcker sig längs dess yttre kant och döljer de unga stjärnorna i galaxens spiralarmar.

## Närliggande grupper
M96-gruppen ligger fysiskt nära Leo-tripletten. Dessa två grupper kan faktiskt vara separata delar av en mycket större grupp, och vissa gruppidentifieringsalgoritmer identifierar faktiskt Leotripletten som en del av M96-gruppen.